# Ulrich W. Suter
Ulrich Werner Suter (* 10. Juni 1944 in Zürich; † 12. August 2023; heimatberechtigt in Oberentfelden) war ein Schweizer Chemiker und Professor an der ETH Zürich. Er war von 2001 bis 2005 Vizepräsident für Forschung und Wirtschaftsbeziehungen der ETH Zürich.

## Leben
Ulrich W. Suter studierte an der Abteilung Chemie der ETH Zürich, wo er 1973 auch doktorierte. Es folgte ein Aufenthalt als Postdoctoral Research Associate bei P. J. Flory an der Stanford University zu arbeiten. 1976 kam er als Oberassistent an die ETH Zürich zurück und habilitierte sich 1980. Später war er für ein Jahr am IBM Almaden Research Center in San José in Kalifornien tätig, bevor er 1982 als Professor am Department of Chemical Engineering an das Massachusetts Institute of Technology (MIT) berufen wurde, wo er bis 1988 lehrte und forschte. Mit Bundesratsbeschluss vom 22. Oktober 1986 wurde Suter zum ordentlichen Professor für Makromolekulare Chemie an der ETH Zürich gewählt. Bereits kurz nach seiner Berufung wurde Suter Departementsvorsteher des im Entstehen begriffenen Departement Werkstoffe und steuerte es mühelos durch Zeiten grosser Veränderungen. In den Jahren 1988 bis 1990 stand er dem Institut für Polymere vor und war über die Jahre aktives Mitglied in diversen weiteren ETH-internen Gremien. Im Sommer 2008 folgte seine Emeritierung. Von 2010 bis 2014 war er als Vertrauensperson an der ETH Zürich tätig.

## Forschung
Die Forschungsinteressen von Suter galten den Struktur-Eigenschafts-Beziehungen von Polymeren, der makromolekularen Chemie und der physikalischen Chemie von Polymer-Werkstoffen sowie der Herstellung, Modifikation und Charakterisierung funktioneller Werkstoffe. Ebenso beschäftigte er sich mit dem Molecular Modelling und der Anwendung von Computern in Ausbildung und Forschung. Seine Bücher über atomistische Modellierung und Konformationstheorie grosser Moleküle beeinflussten die weltweite Polymergemeinschaft stark. Seine grosse und vielfältige Forschungsgruppe war sehr erfolgreich und viele seiner ehemaligen Mitarbeitenden sind heute an angesehenen Universitäten tätig. Im Weiteren war er Mitherausgeber einer Reihe internationaler Fachzeitschriften.

## Mitgliedschaften und Auszeichnungen
- 1974 Kern-Preis[1]
- 1994 Fellow der American Physical Society[1]
- 2011–2017: Präsident der Schweizerischen Akademie der Technischen Wissenschaften (SATW)[4]
- ab 2005 Wissenschaftspolitischer Berater der Regierung von Singapur[2]
- 2017 Auszeichnung durch den Präsidenten Singapurs mit der Ehrenbürgerschaft für seine Verdienste um das Land[2]

## Publikationen (Auswahl)
- Ueber die konformationellen Eigenschaften der diastereomeren 2,4,6,8-Tetramethylnonane und 2,4,6,8,10-Pentamethylundekane, Modellsubstanzen von Polypropylen. Diss. Techn.Wiss. ETH Zürich, Nr. 5133, 1973, doi:10.3929/ethz-a-000085795
- Matthias Rehahn, Wayne L. Mattice und Ulrich Werner Suter: Rotational isomeric state models in macromolecular systems. Springer, Berlin 1997, ISBN 978-3-662-14801-3